# Zdravotní péče na Madagaskaru

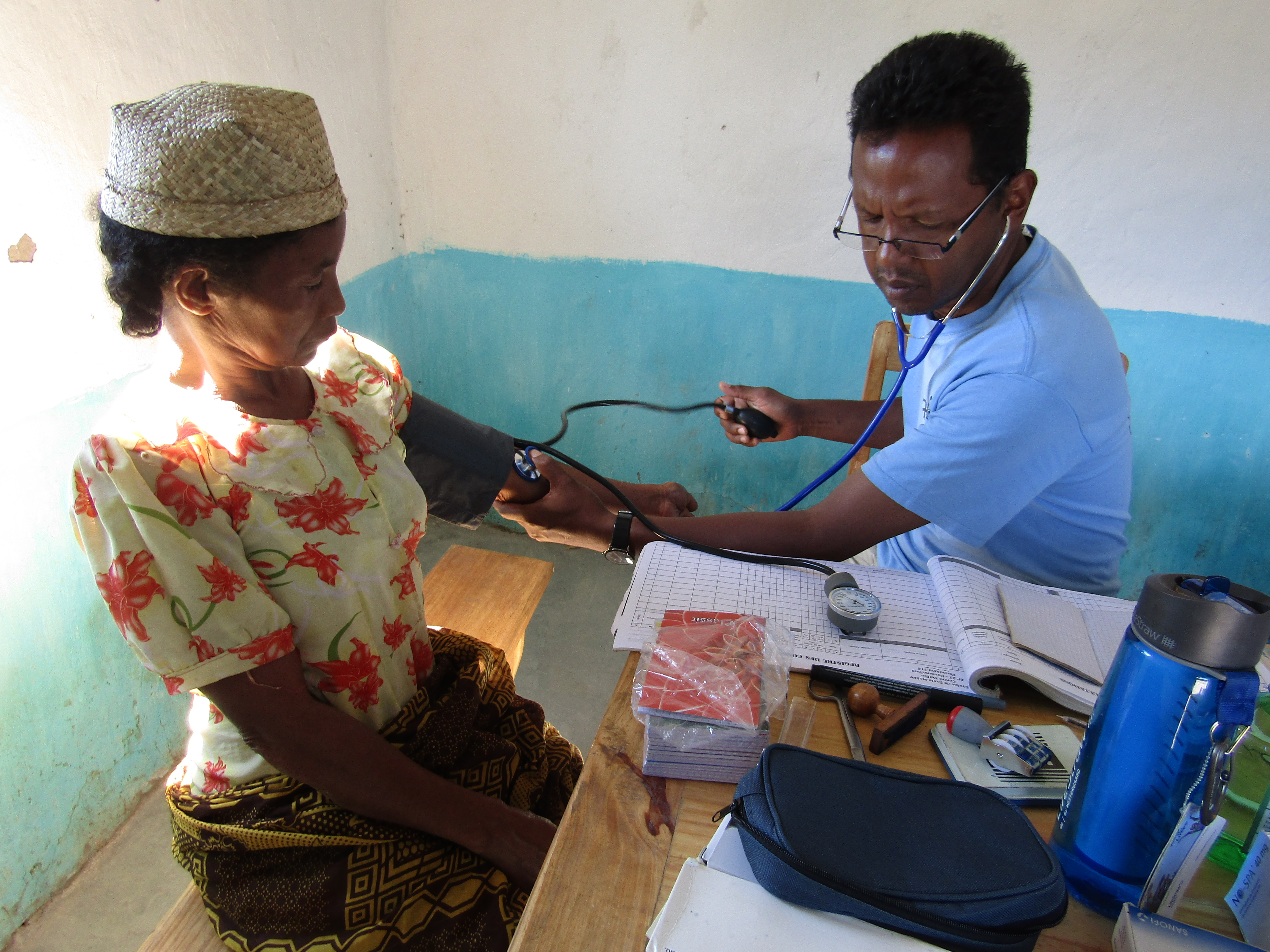
Bezplatná lékařská prohlídka na mobilní ošetřovně

Zdravotní péče na Madagaskaru sestává z nemocnic, malých zdravotnických center a ošetřoven, která se nacházejí po celém ostrově. Přesto jich je více ve městech, zejména v hlavním městě Antananarivo. Kromě vysokých nákladů na lékařskou péči v poměru k průměrnému madagaskarskému příjmu, zůstává problémem také nízká prevalence vyškolených lékařských odborníků.
Podle zprávy Human Rights Measurement Initiative plní Madagaskar 90,8 % toho, co byl měl plnit pro zajištění práva na zdraví na základě úrovně své ekonomiky. Pokud se zaměříme na děti, pak Madagaskar dosahuje 99 % toho, co se na základě jeho příjmu dá očekávat.

## Dostupnost zdravotní péče

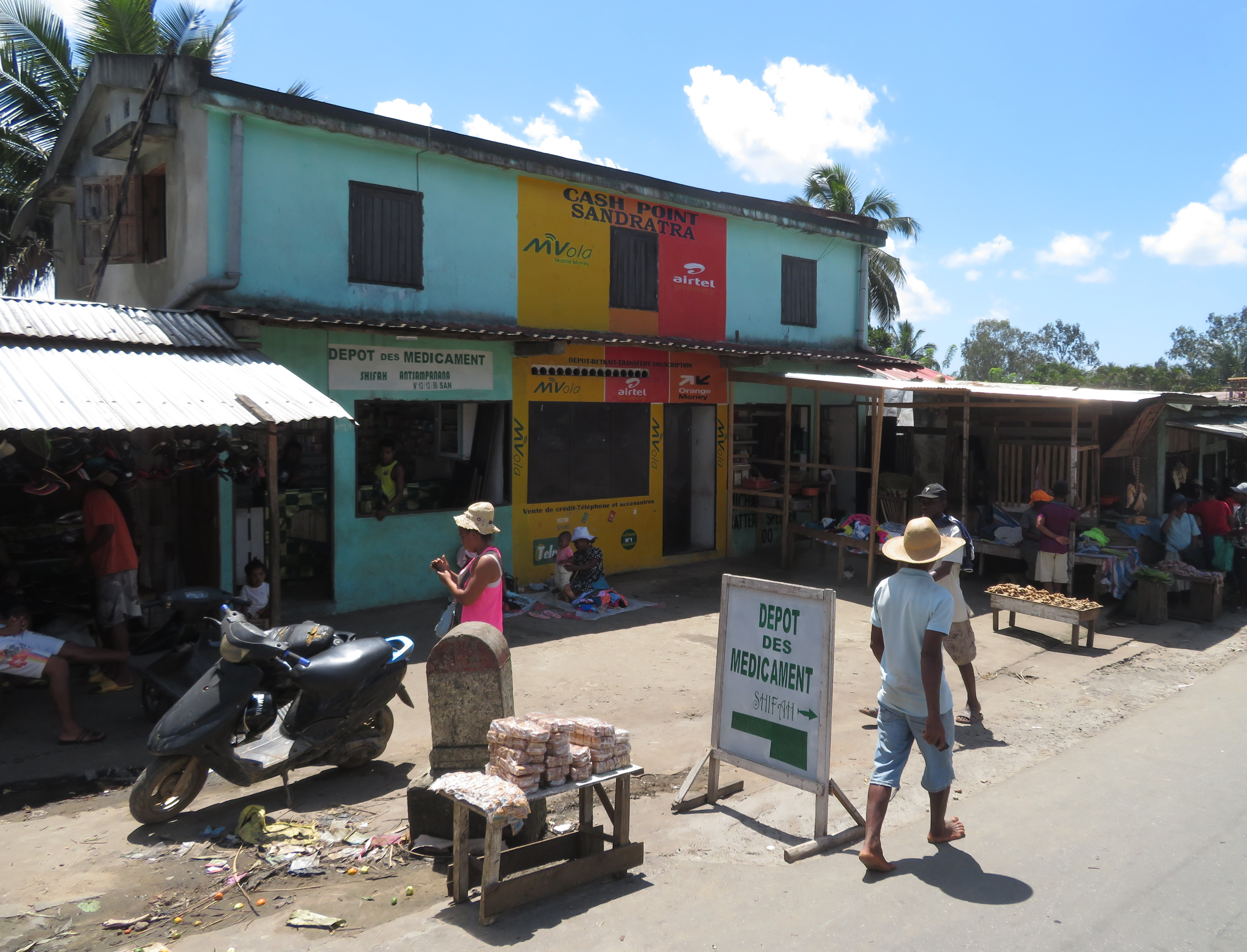
Obchod s léky ve vesnici Antsampanana

Vzhledem k tomu, že většina nemocnic, zdravotních středisek a dalších zařízení se nachází v městských oblastech, je zdravotní péče pro mnoho obyvatel nedostupná. Přibližně 35 % populace žije více než 10 km od nejbližšího zdravotnického zařízení. Mnoho lidí také nechodí pro léky do lékárny, ale kupují si je v Dépot de medicaments, kde je řada léků volně dostupná, ale tyto obchody neprovozují lékárníci ani lékaři.

## Stav veřejného zdraví v 21. století

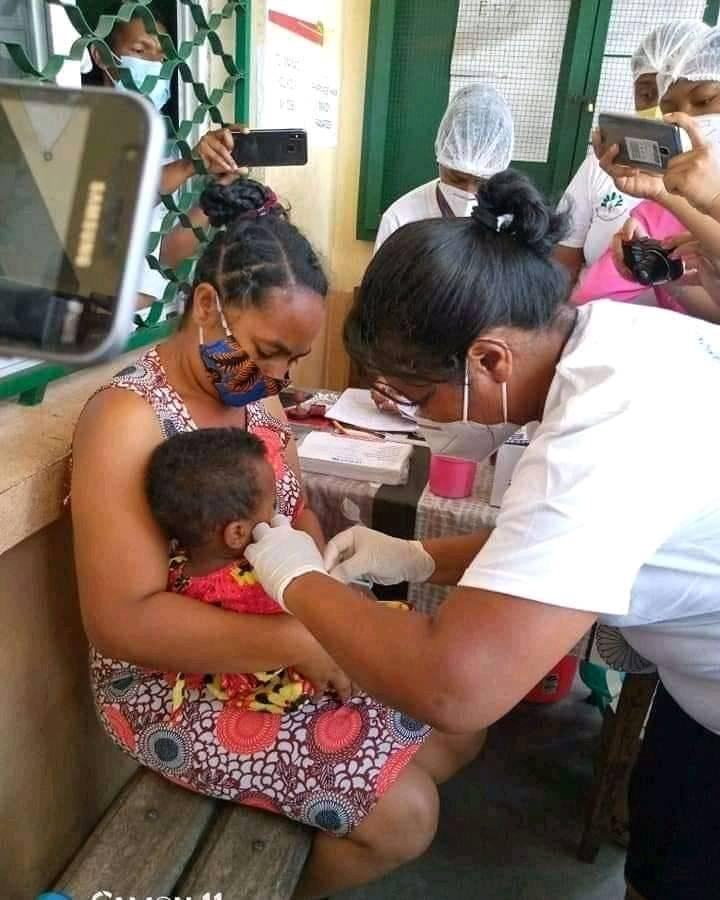
Očkování dětí na Madagaskaru, 2020

Zdravotní služby se v 21. století trochu zlepšují. Došlo ke zlepšení přístupu k pitné vodě, k intenzivní pre-eliminaci malárie a byla zahájena kampaň s účelem zlepšit zdraví dětí. Zvýšilo se i proočkovanost dětí proti hepatitidě B, záškrtu a spalničkám v průměru o 60 %, což poukazuje na nízkou, ale zvyšující se dostupnost primární lékařské péče. Míra porodnosti na Madagaskaru byla v roce 2009 4,6 dítěte na ženu. Pro srovnání v roce 1990 to bylo 6,3 dítěte na ženu. Míra těhotenství mezi mladistvými se však zvýšila, se 14,8 %  v roce 2011 byla mnohem vyšší než je africký průměr, a přispívá to k rychlému růstu populace.
Po převratu 2009 došlo k poklesu perinatální péče. To ukazují čísla o úmrtnosti matek při porodu. V roce 1990 to bylo 484,4 žen na 100 tisíc porodů, v roce 2008 373,1 a v roce 2010 se počet zvýšil na 440. Kojenecká úmrtnost byla v roce 2011 41 na 1000 narozených dětí. A úmrtnost dětí do pěti let pak 61 na 1000 narozených dětí.
Mezi běžně vyskytující nemoci se na Madagaskaru řadí schistosomóza, malárie a pohlavně přenosné nemoci. Míra infekce AIDS však v porovnání s mnoha zeměmi pevninské Afriky zůstává nízká, trpí jí pouze 0,2 % dospělé populace. Míra úmrtnosti na malárie je také jedna z nejnižších v Africe s 8,5 úmrtími na 100 tisíc obyvatel. Částečně je to díky rozšířenému používání sítí ošetřených insekticidy. Očekávaná délka života v roce 2009 byla 63 let u mužů a 67 let u žen.

### Podvýživa
Velkým problémem na Madagaskaru je podvýživa dětí do pěti let. Podle dat z roku 2013 trpělo následky podvýživy a s ní spojeného nízkého vzrůstu 48,9 % dětí do pěti let. Průměr v rozvojových zemích je 25 %. Naopak nadváha u dětí do pěti let se snížila z 6,6 % v roce 2004 na 1,1 % v roce 2013. Nebezpečí podvýživy ohrožuje i dospělou část populace Madagaskaru. 36,8 % malgašských žen v reprodukčním věku má anémii.

### Spalničky
V roce 2018 zasáhla ostrov epidemie spalniček, kdy se nakazilo více než 117 tisíc lidí. V té době bylo na hlavním ostrově proti spalničkám očkováno pouze 58 % populace. Při epidemii zemřelo více než 1200 lidí, většinou dětí. Míru úmrtnosti zvýšila velmi rozšířená podvýživa.